# Glacier de la Bérangère
Le glacier de la Bérangère est un glacier de France situé dans le massif du Mont-Blanc, sur la commune des Contamines-Montjoie.
Le glacier nait sur l'adret de l'aiguille de la Bérangère à environ 3 400 mètres d'altitude et s'écoule vers le sud-ouest en direction de Tré la Grande. Il est entouré au nord par le glacier d'Armancette sur l'ubac de l'aiguille de la Bérangère et à l'est par le glacier de Tré-la-Tête de l'autre côté de la pointe des Conscrits.